# Motorvoertuig
Motorvoertuigen zijn in de definitie van het Nederlandse Reglement verkeersregels en verkeerstekens alle gemotoriseerde voertuigen, behalve bromfietsen (inclusief snorfietsen), fietsen met trapondersteuning en gehandicaptenvoertuigen, bestemd om anders dan langs rails te worden voortbewogen.

## Motorrijtuigen
Motorrijtuig is een ruimer begrip dan motorvoertuig. Motorrijtuigen zijn volgens art. 1 lid c van de Nederlandse Wegenverkeerswet 1994:
alle voertuigen, bestemd om anders dan langs spoorstaven te worden voortbewogen uitsluitend of mede door een mechanische kracht, op of aan het voertuig zelf aanwezig dan wel door elektrische tractie met stroomtoevoer van elders, met uitzondering van fietsen met trapondersteuning.
Voorbeelden van motorrijtuigen: bromfiets, bromscooter, gehandicaptenvoertuigen, brommobiel en snorfiets. Treinen, trams en metro's zijn volgens de Wegenverkeerswet motorvoertuigen noch motorrijtuigen. In het dagelijks spraakgebruik worden treinwagons met een eigen aandrijving meestal wél motorrijtuig genoemd.
De Nederlandse Regeling voertuigen definieert een driewielig motorrijtuig als een voertuig van de voertuigcategorie L met de voertuigclassificatie L5e of L7e, niet zijnde een motorrijtuig met beperkte snelheid of gehandicaptenvoertuig. De betreffende Europese verordening hanteert classificatie L7e voor zware vierwielers, zoals quads voor gebruik op de openbare weg. Hoewel alle quads vier wielen hebben, worden sommige quads – afhankelijk van constructie en vermogen – in Nederland voor de wet beschouwd als driewielige motorrijtuigen. Andere worden beschouwd als brom- of snorfiets, personenauto of bedrijfsauto.

## Verplichte verzekering
Voor een motorrijtuig aan het verkeer mag deelnemen is men wettelijk verplicht een aansprakelijkheidsverzekering af te sluiten. Deze (WA-)verzekering vergoedt de schade, waarvoor iemand volgens het burgerlijk recht aansprakelijk is.